# Abraham Berge
Abraham Theodor Berge (Lyngdal, 20 de agosto de 1851 al 10 de julio de 1936) fue un político noruego. Fue primer ministro de Noruega en los años de 1923 a 1924. Era miembro del partido Venstre.
Berge era maestro de profesión.
| Predecesor: Otto Bahr Halvorsen | Primer ministro de Noruega 1923 - 1924 | Sucesor: Johan Ludwig Mowinckel |

- Datos: Q329789
- Multimedia: Abraham Berge / Q329789